# 珀弗利特
珀弗利特（英語：Purfleet），是英国埃塞克斯郡瑟羅克單一管理區的一个城镇，北接A13公路，南接泰晤士河，位于英國M25高速公路最东端，大倫敦边界之外。